# Academia Maranhense de Letras Jurídicas
A Academia Maranhense de Letras Jurídicas (AMLJ) é uma instituição jurídico-cultural do Maranhão que tem como objetivo congregar juristas maranhenses, especialmente aqueles com obras publicadas na área do Direito, além de estimular a pesquisa e premiar operadores do Direito destacados no estado.
A AMLJ é a terceira instituição do gênero mais antiga do Maranhão. Desde 2020, está presidida por Júlio Moreira Gomes Filho, advogado, presidente do Conselho da Comunidade Luso-Brasileira do Maranhão e conselheiro seccional da OAB/MA.
Recentemente, a AMLJ ampliou sua atuação com iniciativas como a presença em mídias sociais, a assinatura de convênios com outras instituições e a mudança para uma nova sede localizada no complexo da OAB/MA. Destacam-se ainda ações para aproximar a Academia da sociedade, como a divulgação da produção acadêmica de seus membros (artigos, palestras online e lives), além de parcerias voltadas ao fortalecimento da cultura jurídica maranhense.

## História
Fundada em 22 de fevereiro de 1986, a AMLJ realizou sua cerimônia de criação na então sede da Ordem dos Advogados do Brasil do Maranhão (OAB/MA), localizada na Rua do Alecrim. A Academia mantém suas reuniões em uma sala da atual sede da OAB/MA e é composta por 40 cadeiras.
Em 6 de maio de 1986, a AMLJ foi oficialmente filiada à Academia Brasileira de Letras Jurídicas por meio da Resolução nº 18/86.